# Shakur Stevenson
Shakur Stevenson (Newark, 28 de junho de 1997) é um pugilista estadunidense, medalhista olímpico. 

## Carreira amadora
Shakur Stevenson competiu na Rio 2016, na qual conquistou a medalha de prata no peso-galo.

## Carreira profissional
Tornou-se campeão mundial do peso-pena pela Organização Mundial de Boxe ao vencer o pugilista norte-americano Joet Gonzalez por decisão unânime (triplo 119-109).
Em agosto de 2023, Shakur Stevenson expressou publicamente no 'X' seu desejo de lutar contra o boxeador ucraniano Vasyl Lomachenko, gerando grande expectativa no mundo do boxe.